# Psihofiziologie
Psihofiziologia este știința care studiază relația dintre psihologie și fiziologie, mai precis efectele fiziologice pe care le au activitățile psihice. Printre metodele principale de lucru folosite în psihofiziologie se pot menționa măsurarea ritmului cardiac, conductivității electrice a epidermei, potențialelor electrice din scoarța cerebrală, rezonanței magnetice cerebrale, toate acestea ca reacție la anumiți stimuli psihici.